# Hervormde kerk (Hoornaar)
De hervormde kerk van Hoornaar in de Nederlandse gemeente Molenlanden (provincie Zuid-Holland), is een eenbeukige 16e-eeuwse kerk. Het gebouw staat op een donk, een natuurlijke verhoging.
De toren, die als het waardevolste element wordt beschouwd, verving een ouder exemplaar, dat in 1523 was ingestort en daarbij ook de kerk had verwoest. De nieuwe toren werd ontworpen door Cornelis Frederiksz van der Goude, die ook de Goudse Sint-Janskerk herbouwde. De toren dateert uit 1556 en heeft drie geledingen, die in renaissancestijl zijn voorzien van pilasters met Dorische (eerste geleding) en Ionische (tweede geleding) kapitelen. De bovenste kapitelen zijn verdwenen.
De kerk is gedekt door een houten tongewelf. In 1842 werd het koor ingekort en werden ook de transeptarmen afgebroken. 
In de kerk bevindt zich een preekstoel uit 1736.
De kerk is sinds 1578 in protestantse handen. Enkele jaren eerder was pater Joannes van Keulen pastoor van de rooms-katholieke parochie. Hij was in 1572 een van de negentien martelaren van Gorcum.
Het kerkgebouw werd in 1966 gerestaureerd, waarbij de fundamenten van tufstenen en bakstenen voorlopers aan het licht kwamen.
De kerk wordt gebruikt door de Hervormde Gemeente Hoornaar (PKN).